# Taracus aspenae
Espèce
Taracus aspenae est une espèce d'opilions dyspnois de la famille des Taracidae.

## Distribution
Cette espèce est endémique d'Oregon aux États-Unis. Elle se rencontre dans le comté d'Union à La Grande dans la grotte Catherine Creek Ice Cave.

## Description
Le mâle holotype mesure 5,0 mm et la femelle paratype 7,5 mm.

## Systématique et taxinomie
Cette espèce a été décrite par Shear en 2018.

## Étymologie
Cette espèce est nommée en l'honneur d'Aspen Marchington.

## Publication originale
- Shear, 2018 : « Taracus aspenae, n. sp (Opiliones: Taracidae) a new long-jawed harvestman from a cave in northeastern Oregon, USA. » Zootaxa, no 4413(3), p. 524–530.